# Annone Veneto
Annone Veneto is een gemeente in de Italiaanse provincie Venetië (regio Veneto) en telt 3979 inwoners (31-12-2013). De oppervlakte bedraagt 25,7 km², de bevolkingsdichtheid is 155 inwoners per km².
De volgende frazioni maken deel uit van de gemeente: Giai, Spadacenta, Loncon.

## Demografie
Annone Veneto telt ongeveer 1377 huishoudens. Het aantal inwoners steeg in de periode 1991-2001 met 7,8% volgens cijfers uit de tienjaarlijkse volkstellingen van ISTAT.
| Jaar | Inwoneraantal |
| ---- | ------------- |
| 1991 | 3238          |
| 2001 | 3490          |

## Geografie
De gemeente ligt op ongeveer 9 meter boven zeeniveau.
Annone Veneto grenst aan de volgende gemeenten: Meduna di Livenza (TV), Motta di Livenza (TV), Portogruaro, Pramaggiore, Pravisdomini (PN), Santo Stino di Livenza.